# Acinocoris lunaris
Acinocoris lunaris är en insektsart som först beskrevs av Gmelin 1790.  
Acinocoris lunaris ingår i släktet Acinocoris och familjen Largidae. Inga underarter finns listade i Catalogue of Life.